# Rogeno

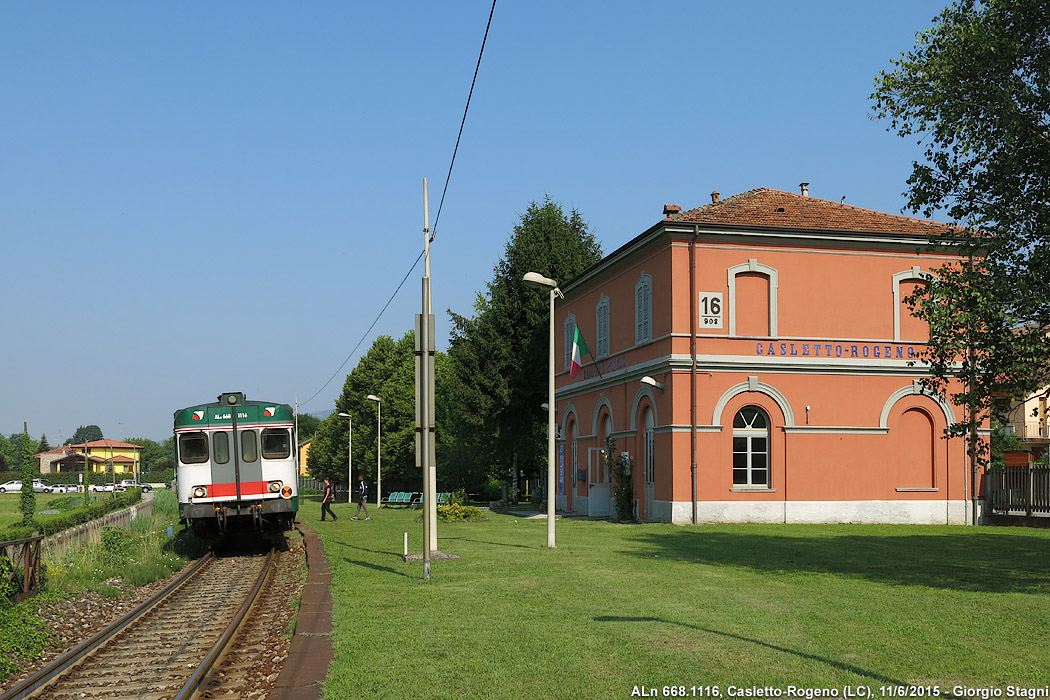
Bahnhof Casletto-Rogeno

Rogeno ist eine Gemeinde in der Provinz Lecco in der italienischen Region Lombardei mit 2991 Einwohnern (Stand 31. Dezember 2023). 

## Geographie
Rogeno liegt circa 13 km südwestlich der Provinzhauptstadt Lecco und 35 km nördlich der Millionen-Metropole Mailand. Das Gemeindegebiet erstreckt sich zwischen dem südlichen Ufer des Pusianosees, wo sich der Ortsteil Casletto befindet, und dem östlichen Ufer des Lambro, wo sich der Ortsteil Maglio befindet.
Die Nachbargemeinden sind Bosisio Parini, Costa Masnaga, Merone (CO) und Molteno.

## Bevölkerungsentwicklung
| Bevölkerungsentwicklung | Bevölkerungsentwicklung | Bevölkerungsentwicklung | Bevölkerungsentwicklung | Bevölkerungsentwicklung | Bevölkerungsentwicklung | Bevölkerungsentwicklung | Bevölkerungsentwicklung | Bevölkerungsentwicklung | Bevölkerungsentwicklung | Bevölkerungsentwicklung | Bevölkerungsentwicklung | Bevölkerungsentwicklung | Bevölkerungsentwicklung |
| ----------------------- | ----------------------- | ----------------------- | ----------------------- | ----------------------- | ----------------------- | ----------------------- | ----------------------- | ----------------------- | ----------------------- | ----------------------- | ----------------------- | ----------------------- | ----------------------- |
| Jahr                    | 1861                    | 1871                    | 1881                    | 1911                    | 1931                    | 1951                    | 1961                    | 1971                    | 1981                    | 1991                    | 2001                    | 2011                    | 2022                    |
| Einwohner               | 1587                    | 1552                    | 1582                    | 1590                    | 2037                    | 2091                    | 2181                    | 2237                    | 2205                    | 2412                    | 2685                    | 3197                    | 3059                    |
| Quelle: ISTAT           |                         |                         |                         |                         |                         |                         |                         |                         |                         |                         |                         |                         |                         |

## Feste & Sehenswürdigkeiten
- Kirche Santi Ippolito e Cassiano[2] und Fest der Ortspatrone Hippolyt von Rom und Kassian am 13. August.
- Kirche Santi Marco e Gregorio, im Ortschaft Casletto[3]
- Villa Gadda[4]

## Einzelnachweise

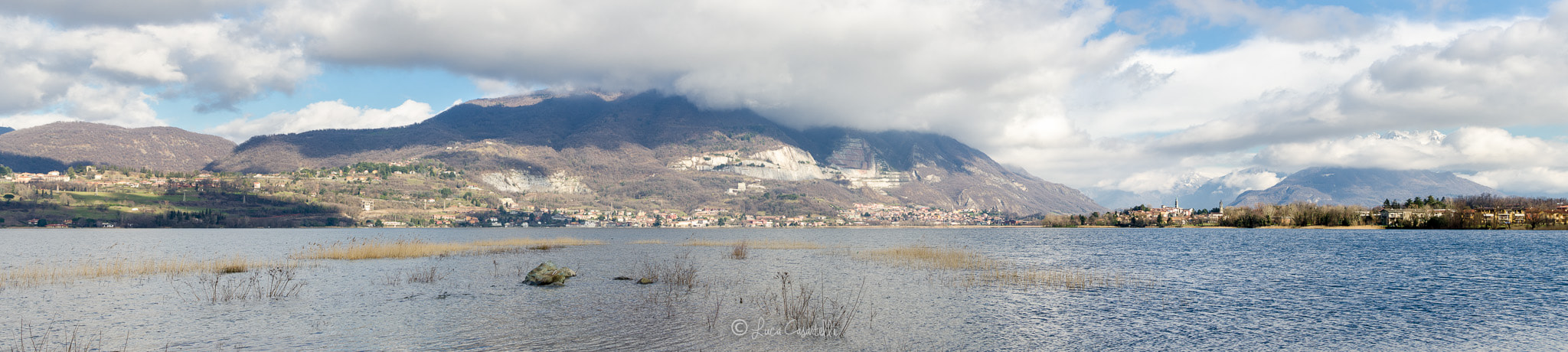
Pusianosee